# Sarmiento (Córdova)
Sarmiento é um município da província de Córdova, na Argentina.